# Ludes
Ludes là một xã trong tỉnh Marne, thuộc vùng Grand Est của nước Pháp, có dân số là 657 người (thời điểm 1999).

## Thông tin nhân khẩu
| 1962 | 1968 | 1975 | 1982 | 1990 | 1999 |
| ---- | ---- | ---- | ---- | ---- | ---- |
| 706  | 746  | 725  | 741  | 678  | 657  |

## Các thành phố kết nghĩa
- Sörgenloch, Đức,